# Циркуляторная система
Циркулято́рная система, также система кровообращения и кровеносная система — система органов, включающая сердце, кровеносные сосуды и кровь, которая циркулирует по всему телу человека или другого позвоночного. Включает в себя сердечно-сосудистую систему (также кардио-васкулярная система от греческого kardia — сердце, и латинского vascula — сосуды), которая состоит из сердца и кровеносных сосудов. Кровеносная система состоит из большого и малого круга кровообращения.
Сеть кровеносных сосудов составляют магистральные сосуды сердца, включающие крупные артерии и вены, другие артерии и артериолы, а также капилляры, впадающие в венулы (мелкие вены), и другие вены. Кровеносная система у позвоночных замкнута, это значит, что кровь никогда не покидает сеть кровеносных сосудов. Некоторые беспозвоночные, такие как членистоногие, имеют открытую систему кровообращения. У диплобластов, таких как губки и гребневики, кровеносная система отсутствует.
Кровь — это жидкость, состоящая из плазмы, эритроцитов, лейкоцитов и тромбоцитов, которая циркулирует по всему телу, доставляя кислород и питательные вещества к тканям и удаляя отходы. Циркулирующие питательные вещества включают белки и минералы; другие транспортируемые компоненты — это газы, такие как кислород и углекислый газ, гормоны и гемоглобин, которые обеспечивают питание, помогают иммунной системе бороться с болезнями и поддерживает гомеостаз путем стабилизации температуры и естественного pH.
У позвоночных систему кровообращения дополняет лимфатическая система. Эта система переносит избыточную плазму, отфильтрованную из капилляров в виде интерстициальной жидкости между клетками от тканей тела по дополнительному пути, возвращая избыточную жидкость обратно в кровоток в виде лимфы. Оборот лимфы занимает гораздо больше времени, чем оборот крови. Лимфатическая система является необходимым дополнением системы кровообращения, без неё кровь имела бы недостаточно жидкости. Лимфатическая система работает совместно с иммунной системой. В отличие от замкнутой системы кровообращения, лимфатическая система является открытой.
Система кровообращения может поражаться многими сердечно-сосудистыми заболеваниями. На болезнях специализируются кардиологи, кардио-хирурги и сосудистые хирурги.

## Генезис
Кровеносная система впервые появилась, вероятно, у предка триплобластов более 600 миллионов лет назад, в то время как эндотелий развился у предков позвоночных примерно 540—510 миллионов лет назад.

## Структура

### Общие сведения

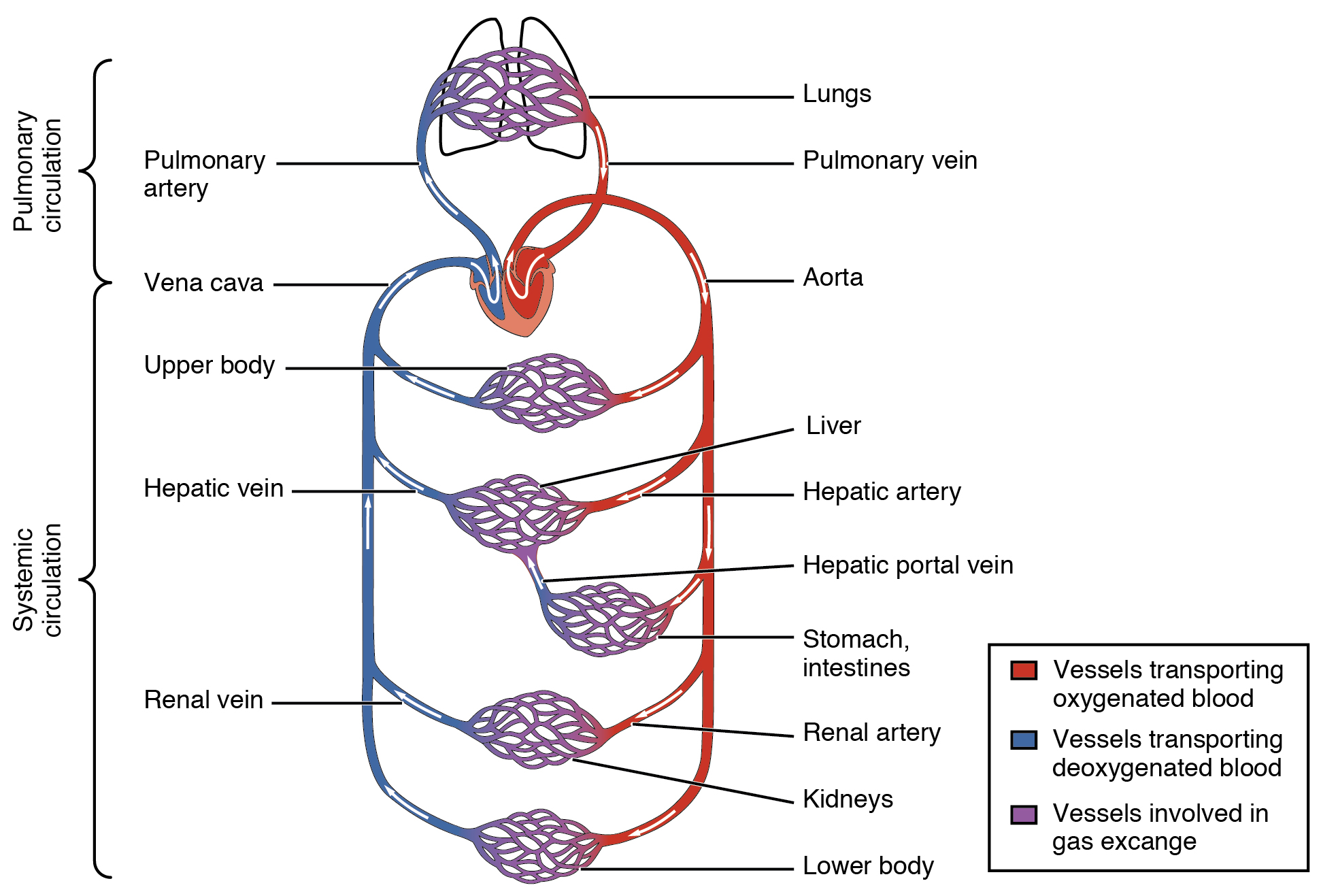
Кровоток в лёгочном и большом кругах кровообращения с капиллярными сетями.

Система кровообращения включает сердце, кровеносные сосуды и кровь. Сердечно-сосудистая система у всех позвоночных состоит из сердца и сосудов. Кровеносная система делится на два основных контура — малый и большой круги кровообращения. Малый круг кровообращения представляет собой контурную петлю от правого желудочка, по которой кровь поступает в легкие, где она насыщается кислородом и возвращается в левый желудочек. Большой круг кровообращения доставляет насыщенную кислородом кровь от левого желудочка к остальной части тела и возвращает кровь обратно в правый желудочек через крупные вены, известные как полые вены. Циркуляцию крови также можно разделить на две части — макроциркуляцию и микроциркуляцию. В среднем у взрослого человека содержится от пяти до шести литров крови, что составляет примерно 7 % от общей массы тела. Кровь состоит из плазмы, эритроцитов, лейкоцитов и тромбоцитов . Пищеварительная система также работает совместно с системой кровообращения, обеспечивая организм питательными веществами, необходимыми для поддержания работы сердца.
Другие пути кровообращения включают коронарное кровообращение, мозговое кровообращение, почечное кровообращение и бронхиальное кровообращение.
Кровеносная система человека замкнута, что означает, что кровь всегда находится внутри сосудистой сети. Лимфатическая система является важнейшей подсистемой системы кровообращения, состоящей из сети лимфатических сосудов, лимфатических узлов, органов, тканей и циркулирующей лимфы. Эта подсистема является открытой. Её основная функция — переносить лимфу, дренировать и возвращать интерстициальную жидкость в лимфатические протоки обратно к сердцу для возврата в систему кровообращения. Другой важной функцией является работа вместе с иммунной системой для обеспечения защиты от патогенов.

Схема человеческого сердца, вид спереди

Кровь, лишенная кислорода, из верхней и нижней полых вен поступает в правое предсердие сердца и течет через трехстворчатый клапан (правый атриовентрикулярный клапан) в правый желудочек, из которого затем перекачивается через легочный полулунный клапан в лёгочную артерию в легкие. В легких происходит газообмен, при котором из крови выделяется CO2, а кислород поглощается. Лёгочная вена возвращает обогащенную кислородом кровь в левое предсердие.

### Лёгочное кровообращение

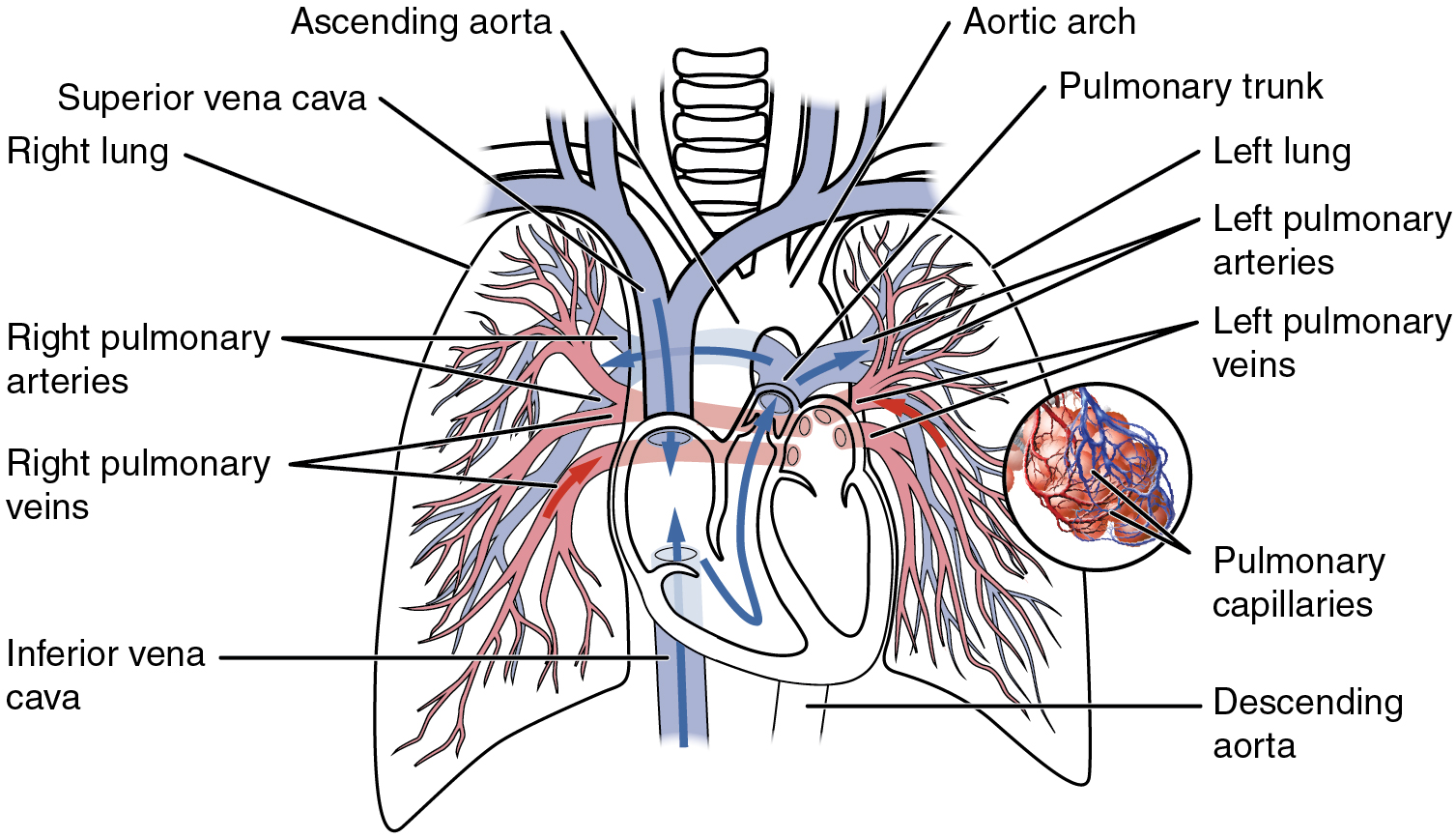
Малый круг кровообращения. Показаны лёгочные и бронхиальные артерии

Малый круг кровообращения — это часть сердечно-сосудистой системы, в которой обедненная кислородом кровь откачивается от сердца через лёгочную артерию в легкие и возвращается, насыщенная кислородом, к сердцу через лёгочную вену.
Кровь, лишенная кислорода, из верхней и нижней полых вен поступает в правое предсердие и течет через трехстворчатый клапан (правый атриовентрикулярный клапан) в правый желудочек, из которого затем перекачивается через лёгочный полулунный клапан в лёгочную артерию. В легких происходит газообмен, при котором из крови выделяется CO2, а кислород поглощается. Лёгочная вена возвращает обогащенную кислородом кровь в левое предсердие.
Отдельная система, известная как бронхиальное кровообращение, снабжает кровью ткани крупных дыхательных путей легких.

### Большой круг

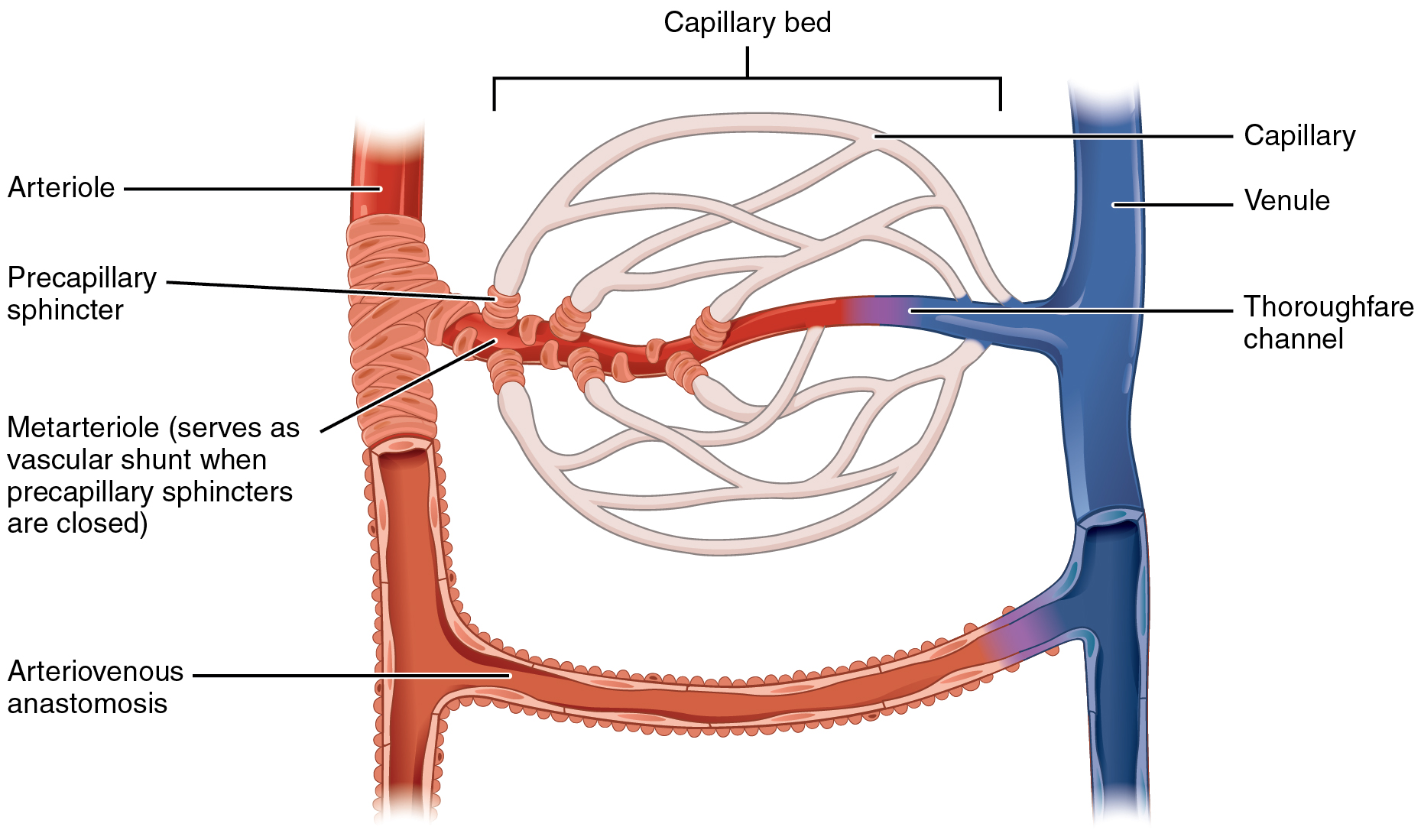
Капиллярное русло

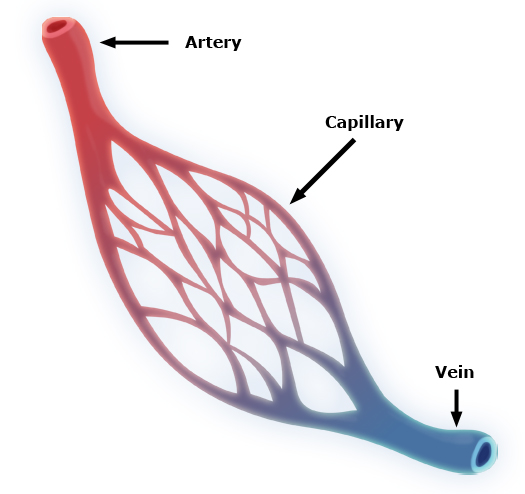
Схема капиллярной сети, соединяющей артериальную систему с венозной.

Большой круг кровообращения — это часть сердечно-сосудистой системы, которая переносит насыщенную кислородом кровь от сердца через аорту из левого желудочка, где кровь ранее депонировалась из малого круга кровообращения, в остальную часть тела и возвращает обедненную кислородом кровь обратно в сердце.

### Кровеносные сосуды
К кровеносным сосудам относятся артерии, вены и капилляры. Крупные артерии и вены, несущие кровь к сердцу и от него, известны как крупные сосуды.

#### Артерии

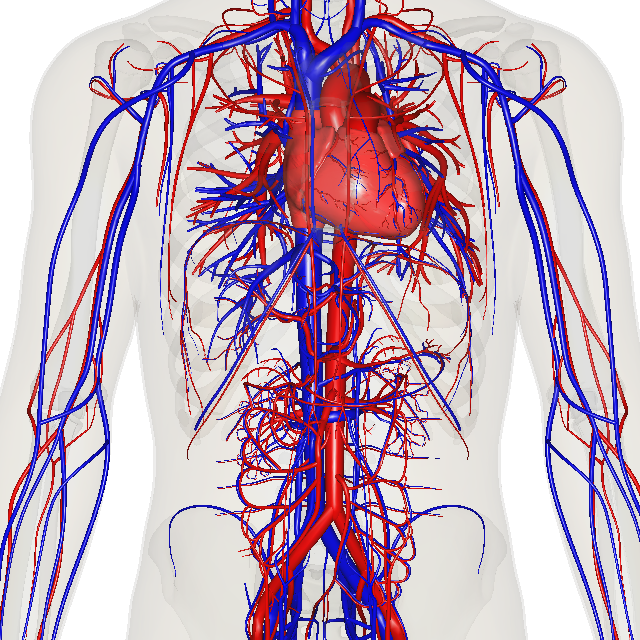
Изображение сердца, крупных вен и артерий, построенное на основе сканов тела.

Насыщенная кислородом кровь поступает в большой круг кровообращения при выходе из левого желудочка через аортальный клапан. Первой частью большого круга кровообращения является аорта, массивная и толстостенная артерия. Аорта изгибается и разветвляется, снабжая кровью верхнюю часть тела, пройдя через аортальное отверстие диафрагмы на уровне десятого грудного позвонка, входит в брюшную полость. Затем ветви аорты спускаются в живот, таз, промежность и нижние конечности .
Стенки аорты эластичны. Эта эластичность помогает поддерживать кровяное давление. По мере того как аорта разветвляется на более мелкие артерии, их эластичность продолжает снижаться, а растяжимость увеличивается.

#### Капилляры
Артерии разветвляются на небольшие сосуды, называемые артериолами, а затем на капилляры. По капиллярам кровь переносится в венозную систему.

#### Вены
Капилляры сливаются в венулы, которые сливаются в вены. Венозная система впадает в две основные вены: верхнюю полую вену, которая в основном дренирует ткани, лежащие выше сердца, и нижнюю полую вену, которая дренирует ткани, лежащие ниже сердца. Эти две крупные вены впадают в правое предсердие.

#### Воротные вены
Общее правило состоит в том, что артерии от сердца разветвляются на капилляры, которые собираются в вены, ведущие обратно к сердцу. Воротные вены являются исключением. У человека единственным важным примером является печеночная воротная вена, которая объединяется с капиллярами вокруг желудочно-кишечного тракта, где кровь поглощает различные продукты пищеварения; печеночная воротная вена не ведет прямо к сердцу, а разветвляется на вторую капиллярную систему в печени.

#### Коронарное кровообращение
Сердце снабжается кислородом и питательными веществами через небольшую «петлю» большого круга кровообращения и очень мало получает из крови, содержащейся в четырёх камерах. Система коронарного кровообращения обеспечивает кровоснабжение самой сердечной мышцы. Коронарный кровоток начинается вблизи места отхождения аорты двумя коронарными артериями: правой коронарной артерией и левой коронарной артерией. После питания сердечной мышцы кровь возвращается по коронарным венам в венечный синус и из него в правое предсердие. Обратному току крови через его отверстие во время систолы предсердий препятствует фивесиевый клапан . Самые маленькие сердечные вены впадают непосредственно в камеры сердца.

#### Мозговое кровообращение
Головной мозг имеет двойное кровоснабжение: переднее и заднее  из артерий спереди и сзади, соответственно. Передний круг кровообращения состоит из внутренних сонных артерий, снабжающих переднюю часть головного мозга. Задняя циркуляция возникает из позвоночных артерий, снабжающих заднюю часть мозга и ствол мозга. Передняя и задняя системы соединяются (анастомозируют) в виллизиевом круге.

#### Почечное кровообращение
Система почечного кровообращения состоит из множества специализированных кровеносных сосудов и получает около 20 % сердечного выброса. Она ответвляется от брюшной аорты и возвращает кровь в восходящую полую вену.

## Перенос кислорода
Около 98,5 % кислорода в образце артериальной крови здорового человека, дышащего воздухом при нормальном атмосферном давлении, химически связано с молекулами гемоглобина. Около 1,5 % физически растворено в других жидкостях крови. Таким образом, гемоглобин является основным переносчиком кислорода у позвоночных.

## Заболевания
Система кровообращения подвержена риску множества заболеваний. К ним относятся ряд сердечно-сосудистых заболеваний, гематологические заболевания, поражающие кровь, такие как анемия, и лимфатические заболевания, поражающие лимфатическую систему.
Заболевания, поражающие сердечно-сосудистую систему, называются сердечно-сосудистыми заболеваниями.
Многие из этих заболеваний называются «болезнями образа жизни», потому что они развиваются с течением времени и связаны с отношением человека к физическим упражнениям, диетой, курением и другими чертами образа жизни конкретного человека. Предшественником многих из этих заболеваний является атеросклероз, при котором на стенках средних и крупных артерий образуются атероматозные бляшки. В конечном итоге это может привести к закупорке или даже разрыву артерии. Склероз артерий также является фактором риска острых коронарных синдромов, которые представляют собой заболевания, характеризующиеся внезапным дефицитом насыщенной кислородом крови в ткани сердца. Атеросклероз также связан с такими проблемами, как образование аневризм или расщепление («расслоение») артерий.
Ещё одно серьёзное сердечно-сосудистое заболевание связано с образованием тромбов. Они могут возникать в венах или артериях. Тромбоз глубоких вен, который чаще всего возникает в ногах, является одной из причин тромбов в венах ног, особенно когда человек находится в неподвижном состоянии в течение длительного времени. Эти сгустки могут эмболизироваться, то есть перемещаться в другое место в организме. Результатом этого может быть лёгочная эмболия, транзиторные ишемические атаки или инсульт.
Сердечно-сосудистые заболевания также могут быть врожденными, например, пороки сердца или стойкое нарушение кровообращения плода, когда изменения кровообращения, которые должны произойти после рождения, не происходят. Не все врожденные изменения системы кровообращения связаны с заболеваниями, большое их количество являются анатомическими вариациями.

Магнитно-резонансная ангиография аберрантной подключичной артерии.

## Другие животные

Кровеносная система кузнечика незамкнутая — состоит из сердца, сосудов и гемолимфы. Гемолимфа перекачивается через сердце в аорту, рассеивается в голове и по всему гемоцелю, затем обратно через отверстия в сердце, и процесс повторяется.

В то время как люди, как и другие позвоночные, имеют замкнутую систему кровообращения (это означает, что кровь никогда не покидает сеть артерий, вен и капилляров), некоторые группы беспозвоночных имеют открытую систему кровообращения, содержащую сердце, но ограниченные кровеносные сосуды. У самых примитивных, диплобластных типов организмов системы кровообращения отсутствуют.
Лимфатическая система — дополнительная циркуляторная система, которая встречается только у животных с замкнутым кровообращением. Представляет собой открытую систему, обеспечивающую дополнительный путь возврата избыточной интерстициальной жидкости в кровь.

### Открытая кровеносная система
У членистоногих открытая система кровообращения представляет собой систему, в которой жидкость в полости, называемой гемоцелем, снабжает органы кислородом и питательными веществами, при этом нет различия между кровью и интерстициальной жидкостью; эта объединённая жидкость называется гемолимфой. Мышечные движения животного во время передвижения могут способствовать движению гемолимфы, но отведение потока из одной области в другую ограничено. Когда сердце расслабляется, кровь возвращается к сердцу через открытые поры (устья).
Гемолимфа заполняет всю внутреннюю гемоцель тела и окружает все клетки. Гемолимфа состоит из воды, неорганических солей (в основном натрия, хлорида, калия, магния и кальция) и органических соединений (в основном углеводов, белков и липидов). Основной молекулой переносчика кислорода является гемоцианин.
В гемолимфе есть свободно плавающие клетки — гемоциты. Они играют роль в иммунной системе членистоногих.

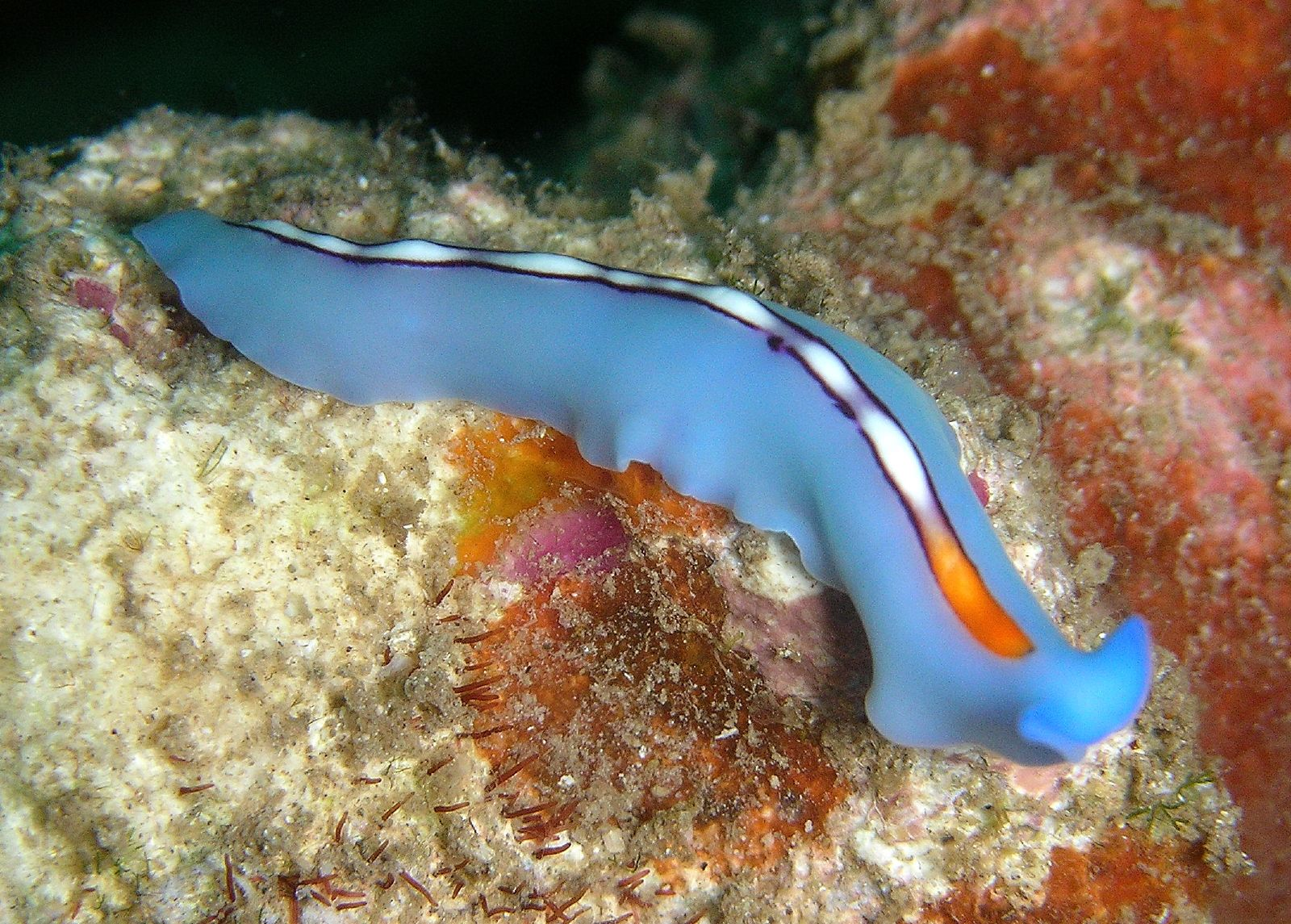
Плоские черви, такие как Pseudoceros bifurcus, не имеют специализированных органов кровообращения.

### Замкнутая кровеносная система

Двухкамерное сердце рыбы

Кровеносные системы всех позвоночных, а также кольчатых червей (например, дождевых червей) и головоногих моллюсков (кальмаров, осьминогов и их родственников) всегда удерживают циркулирующую кровь внутри камер сердца или кровеносных сосудов и классифицируются как закрытые, как и у человека. Тем не менее, системы рыб, амфибий, рептилий и птиц демонстрируют различные этапы эволюции кровеносной системы.
У рыб система имеет только один контур, при этом кровь перекачивается через капилляры жабр к капиллярам тканей тела. Это известно как одноцикловая циркуляция. Таким образом, сердце рыбы представляет собой всего лишь один «насос» (состоящий из двух камер).
У земноводных и большинства рептилий используется двойная кровеносная система, но сердце не всегда разделено на две части. Земноводные имеют трехкамерное сердце.
У рептилий межжелудочковая перегородка сердца неполная, и лёгочная артерия снабжена мышцей-сфинктером. Это позволяет использовать второй возможный путь кровотока. Вместо того, чтобы кровь текла через лёгочную артерию в легкие, сфинктер может сокращаться, чтобы отвести этот кровоток через незавершенную межжелудочковую перегородку в левый желудочек и наружу через аорту. Это означает, что кровь течет из капилляров в сердце и обратно в капилляры, а не в легкие. Этот процесс полезен для экзотермических (хладнокровных) животных для регулирования температуры тела.
У млекопитающих, птиц и крокодилов сердце полностью разделено на две части и четыре камеры; считается, что четырёхкамерное сердце птиц и крокодилов развилось независимо от сердца млекопитающих. Двойные системы кровообращения позволяют восстанавливать давление крови после возврата из лёгких, ускоряя доставку кислорода к тканям.

### Организмы без кровеносной системы
У некоторых видов кровеносные системы отсутствуют, в том числе у плоских червей. Полость их тела не имеет выстилки или внутренней жидкости. Вместо этого мускулистая глотка ведет к сильно разветвленной пищеварительной системе, которая способствует прямой диффузии питательных веществ ко всем клеткам. Уплощенная в дорсо-вентральном направлении форма тела плоского червя ограничивает расстояние любой клетки от пищеварительной системы или внешней среды. Кислород может диффундировать из окружающей воды в клетки, а углекислый газ может диффундировать наружу. Следовательно, каждая клетка способна получать питательные вещества, воду и кислород без необходимости в транспортной системе.
Некоторые животные, такие как медузы, имеют более обширные ответвления от желудочно-сосудистой полости (которая функционирует и как место пищеварения, и как форма циркуляции), это разветвление позволяет телесным жидкостям достигать внешних слоев, поскольку пищеварение начинается во внутренних слоях.